# Бернхардссон, Александр
Александр Улоф Бернхардссон (швед. Alexander Olof Bernhardsson; род. 8 сентября 1998, Гётеборг) — шведский футболист, нападающий клуба «Хольштайн».

## Клубная карьера
Футболом начал заниматься в клубе «Партилле». В двенадцатилетнем возрасте попал в «Юнсеред», где прошёл путь от юношеской команды до взрослой. В её составе 16 апреля 2016 года впервые принял участие в официальном матче с «Велебитом» в рамках третьего дивизиона. В первый год провёл 18 матчей и забил шесть мячей. По итогам сезона клуб вылетел в четвёртый дивизион. Перед сезоном 2018 года Бернхардссон перешёл в «Севедален», выступающий во втором дивизионе страны.
В ноябре 2018 года стал игроком «Эргрюте», подписав с клубом контракт на один год. Первую игру в основном составе провёл 16 февраля 2019 года в рамках группового этапа Кубка Швеции против «Норрбю». Бернхардссон появился на поле с первых минут и перед перерывом забил гол, открыв счёт в игре. 15 апреля состоялся дебют Александра в Суперэттане в первом туре против «Фрея», когда он вышел на 71-й минуте вместо Линуса Торнблада и через семь минут забил победный мяч. В августе с игроком продлили контракт до конца 2021 года.
20 декабря 2019 года перешёл в «Эльфсборг», подписав соглашение, рассчитанное на пять лет. В 2020 году из-за двух травм колена принял участие только в одном матче — кубковом поединке с «Гётеборгом». 12 мая 2021 года дебютировал в чемпионате Швеции в матче с «Сириусом», заменив на 72-й минуте Йеппе Оккельса. Спустя десять минут после выхода на поле забил первый мяч за клуб.
23 января 2024 года перешёл в «Хольштайн». Дебютный матч за клуб провёл 28 января в матче против «Гройтер Фюрта». 24 августа забил первый гол «Хольштайна» в Бундеслиге.

## Клубная статистика
| Выступление      | Выступление      | Выступление      | Лига | Лига | Кубки | Кубки | Конт. кубки | Конт. кубки | Итого | Итого |
| Клуб             | Лига             | Сезон            | Игры | Голы | Игры  | Голы  | Игры        | Голы        | Игры  | Голы  |
| ---------------- | ---------------- | ---------------- | ---- | ---- | ----- | ----- | ----------- | ----------- | ----- | ----- |
| Юнсеред          | Дивизион 3       | 2016             | 18   | 6    | 0     | 0     | 0           | 0           | 18    | 6     |
| Юнсеред          | Дивизион 4       | 2017             | 16   | 3    | 0     | 0     | 0           | 0           | 16    | 3     |
| Юнсеред          | Итого            | Итого            | 34   | 9    | 0     | 0     | 0           | 0           | 34    | 9     |
| Севедален        | Дивизион 2       | 2018             | 19   | 4    | 2     | 0     | 0           | 0           | 21    | 4     |
| Севедален        | Итого            | Итого            | 19   | 4    | 2     | 0     | 0           | 0           | 21    | 4     |
| Эргрюте          | Суперэттан       | 2019             | 26   | 5    | 2     | 1     | 0           | 0           | 28    | 6     |
| Эргрюте          | Итого            | Итого            | 26   | 5    | 2     | 1     | 0           | 0           | 28    | 6     |
| Эльфсборг        | Алльсвенскан     | 2020             | 0    | 0    | 1     | 0     | 0           | 0           | 1     | 0     |
| Эльфсборг        | Алльсвенскан     | 2021             | 21   | 4    | 0     | 0     | 5           | 1           | 26    | 5     |
| Эльфсборг        | Алльсвенскан     | 2022             | 26   | 7    | 5     | 2     | 2           | 0           | 33    | 9     |
| Эльфсборг        | Алльсвенскан     | 2023             | 5    | 4    | 0     | 0     | 0           | 0           | 5     | 4     |
| Эльфсборг        | Итого            | Итого            | 52   | 15   | 6     | 2     | 7           | 1           | 65    | 18    |
| Всего за карьеру | Всего за карьеру | Всего за карьеру | 131  | 33   | 11    | 3     | 7           | 1           | 149   | 37    |